# 241 هـ
241 هـ هي سنة في التقويم الهجري امتدت مقابلةً في التقويم الميلادي بين سنتي 855 و856.

## مواليد
- أبو إسحاق الزجاج
- ابن المنذر النيسابوري

## وفيات
- جبارة بن المغلس
- عبد الله بن كلاب
- عبد المجيد بن أبي رواد
- أحمد بن حنبل